# Codonosiphon (Bulbophyllum)
Codonosiphon es una sección del género Bulbophyllum perteneciente a la familia de las orquídeas. La especie tipo es Bulbophyllum codonanthum (Schltr. 1911).
Se caracterizan por la columna y el labio que se fusionan sobre una gran superficie o la zona fundida es pequeña, o consiste en sólo un ligamento fino. El rasgo más característico de esta sección es la presencia de una cresta transversal cerca de la base del labio, con su cara proximal que presiona a la cara del pie de la columna.

## Especies
1. Bulbophyllum acanthoglossum Schltr. 1913 Nueva Guinea
2. Bulbophyllum alkmaarense J.J. Sm. 1911 Nueva Guinea
3. Bulbophyllum alticola Schltr. 1912 Nueva Guinea
4. Bulbophyllum aristilabre J.J. Sm. 1912 Nueva Guinea
5. Bulbophyllum arminii Sieder & Kiehn 2009 Nueva Guinea
6. Bulbophyllum ascochilum J.J.Verm. 2008 Papúa Nueva Guinea
7. Bulbophyllum breve Schltr. 1913 Nueva Guinea
8. Bulbophyllum callipes J.J.Sm. 1908 Nueva Guinea
9. Bulbophyllum codonanthum Schltr. 1911 Sulawesi y Nueva Guinea
10. Bulbophyllum collinum Schltr. 1913 Nueva Guinea
11. Bulbophyllum coloratum J.J.Sm. 1910 Nueva Guinea
12. Bulbophyllum concavibasalis P.Royen 1979 Nueva Guinea
13. Bulbophyllum cruciatum J.J.Sm. 1911 Nueva Guinea
14. Bulbophyllum dolichoglottis Schltr.1912 Nueva Guinea
15. Bulbophyllum formosum Schltr. 1912 Nueva Guinea
16. Bulbophyllum frustrans J.J.Sm.1911 Nueva Guinea
17. Bulbophyllum geniculiferum J.J.Sm. 1912 Nueva Guinea
18. Bulbophyllum immobile Schlechter 1913 Papúa Nueva Guinea
19. Bulbophyllum jadunae Schltr. 1912 eastern Nueva Guinea
20. Bulbophyllum lohokii J.J.Verm. & A.L.Lamb 1994 Borneo
21. Bulbophyllum longilabre Schltr. 1912 Papúa Nueva Guinea
22. Bulbophyllum microrhombos Schltr. 1912 Nueva Guinea,  Solomon Islands y Vanuatu
23. Bulbophyllum nitidum Schltr. 1912 Papúa Nueva Guinea
24. Bulbophyllum olorinum J.J.Sm.1912 Nueva Guinea
25. Bulbophyllum pyroglossum Schuit. & de Vogel 2005 Papúa Nueva Guinea
26. Bulbophyllum speciosum Schltr. 1912 Papúa Nueva Guinea
27. Bulbophyllum stabile J.J.Sm. 1911 Papúa Nueva Guinea
28. Bulbophyllum stenophyton (Garay & W.Kittr.) Schuit & de Vogel 2011 Papúa Nueva Guinea,
29. Bulbophyllum xanthoacron J.J. Sm. 1911 Nueva Guinea
30. Bulbophyllum xanthophaeum Schltr. 1913 Papúa Nueva Guinea